# Borys Romanchenko
Borys Tymofiyovych Romanchenko (em ucraniano:  Борис Тимофійович Романченко; Bondari, 20 de janeiro de 1926 – Carcóvia, 18 de março de 2022) foi um sobrevivente dos campos de concentração alemães Buchenwald, Peenemünde, Dora e Bergen-Belsen. Ele foi morto durante a invasão russa da Ucrânia em 2022.

## Vida
Aos 16 anos, Romanchenko foi deportado para Dortmund na Alemanha, onde teve que fazer trabalhos forçados em uma mina de carvão. Após uma tentativa fracassada de escapar, ele foi internado no campo de concentração de Buchenwald. Mais tarde, ele foi forçado a trabalhar na produção de foguetes V-2 em Peenemünde. Ele foi transferido para o campo de concentração de Mittelbau-Dora e finalmente libertado no campo de concentração de Bergen-Belsen. Depois de voltar para casa, ele estudou em Kharkiv na Ucrânia.
Em 12 de abril de 2015, ele falou no local do antigo campo de concentração de Buchenwald, citando o Juramento de Buchenwald em russo: "Наш идеал — построить новый мир мира и свободы" ("Nosso ideal é construir um novo mundo de paz e liberdade").
Ele estava morando na área de Saltivka de Carcóvia no momento de sua morte.
Sua neta, Yulia Romanchenko, disse que havia bombardeios na área e quando ela foi à sua casa, ela estava completamente incendiada.